# Eugenia cintalapana
Eugenia cintalapana är en myrtenväxtart som beskrevs av Barrie. Eugenia cintalapana ingår i släktet Eugenia och familjen myrtenväxter. Inga underarter finns listade i Catalogue of Life.